# Běla Paclíková
Běla Paclíková (rodným jménem Štulcová; 22. března 1928 Praha – 22. září 2024) byla česká volejbalistka, která reprezentovala Československo. S jeho ženskou reprezentací získala zlatou medaili na mistrovství Evropy v roce 1955. Měla též bronz z mistrovství světa v roce 1952 a stříbro z evropského šampionátu v roce 1958. Zúčastnila se také MS 1956 (4. místo). Za národní tým nastupovala v letech 1950–1960. Hrála za kluby 1. ŽSK Letná, Slavie (Dynamo Praha), Slovan SV TVS a ÚDA Praha. S ÚDA se dvakrát stala mistryní Československa (1955, 1956), další tři tituly přidala se Slavií (1959, 1962, 1963). V roce 2001 byla zvolena třetí nejlepší českou volejbalistkou 20. století. Přes třicet let pracovala v Národní knihovně v pražském Klementinu. Její manžel Vojtěch Paclík byl také volejbalistou.